# Aleksandar Atanasijević
Aleksandar Atanasijević (serbisch-kyrillisch Александар Атанасијевић; * 4. September 1991 in Belgrad, Jugoslawien) ist ein serbischer Volleyballspieler.

## Karriere
Atanasijević begann seine Karriere 2009 bei OK Partizan Belgrad. 2011 wurde er mit dem Verein serbischer Meister. Im gleichen Jahr debütierte der Diagonalangreifer in der serbischen Nationalmannschaft, mit der er den Titel bei der Europameisterschaft 2011 gewann. Anschließend wechselte Atanasijević zum polnischen Erstligisten Skra Bełchatów. In der folgenden Saison wurde er mit seinem neuen Verein polnischer Vizemeister. Außerdem erreichte Bełchatów das Endspiel der Champions League gegen VK Zenit-Kasan. Nach einer Saison in China bei Shanghai Bright spielt Atanasijević seit 2024 in Griechenland bei Olympiakos Piräus.